# Vasyl' Maljuk
Vasyl' Vasyl'ovyč Maljuk (in ucraino Василь Васильович Малюк?; Korostyšiv, 28 febbraio 1983) è un generale e agente segreto ucraino, direttore del Servizio di sicurezza dell'Ucraina dal 2022, membro del Consiglio per la sicurezza e la difesa nazionale dell'Ucraina e dello Stavka del Comandante Supremo dell'Ucraina. In passato, vice di Ivan Bakanov e capo dei dipartimenti di antiterrorismo e per la lotta alla criminalità organizzata.

## Biografia
Maljuk è nato a Korostyšiv, regione di Žytomyr, nell'allora RSS Ucraina.

### Carriera militare
Nel 2001 ha iniziato il servizio militare nelle agenzie di sicurezza dello Stato. Nel 2005 si è laureato in giurisprudenza presso l'Accademia nazionale del servizio di sicurezza dell'Ucraina.
L'8 maggio 2025 è stato insignito dal presidente ucraino Volodymyr Zelens'kyj del titolo di Eroe dell'Ucraina, la più alta onorificenza del paese.